# Shaila Gatta
Shaila Gatta (Aversa, 6 agosto 1996) è una ballerina e personaggio televisivo italiana.

## Biografia
Shaila Gatta nasce il 6 agosto 1996 ad Aversa, in provincia di Caserta, da Luisa Menditto, una sarta, e Cosimo Gatta, conducente di ambulanze. Il nome Shaila fu suggerito ai genitori dalla sorella maggiore Jessica, ispirata da Shaila Risolo, una delle ragazze del celebre programma televisivo Non è la Rai. Cresciuta a Napoli, nel quartiere di Secondigliano, mostra fin da piccola una grande passione per la danza, che coltiva parallelamente agli studi presso il liceo linguistico. A sedici anni interrompe il percorso scolastico e si trasferisce a Roma, dove approfondisce lo studio di diversi stili di ballo e lavora in un call center per potersi mantenere.
Nel 2014 si iscrive ai casting del talent show Amici di Maria De Filippi e partecipa, in qualità di concorrente, alla quattordicesima edizione del programma, venendo eliminata nel corso della quarta puntata della fase serale. Successivamente prende parte a vari corpi di ballo televisivi, tra i quali: il Festival di Sanremo 2017, dove ricopre il ruolo di prima ballerina, Ciao Darwin, Cavalli di battaglia con Gigi Proietti, Tale e quale show e diversi altri.
Il 25 settembre 2017, diventa la velina mora del telegiornale satirico di Canale 5 Striscia la notizia, in coppia con Mikaela Neaze Silva, che ricopre invece il ruolo di velina bionda. In contemporanea, nelle estati dal 2019 al 2022, conduce Paperissima Sprint sempre insieme alla collega Neaze Silva, Vittorio Brumotti e al Gabibbo. Le due ballerine lasciano inizialmente il proprio ruolo da veline presso il telegiornale satirico il 12 giugno 2021, dopo essere rimaste nel programma per quattro stagioni e aver partecipato a un totale di 903 puntate consecutive. Successivamente tornano occasionalmente in scena, talvolta al fianco dell'allora velina in carica Giulia Pelagatti, tra novembre dello stesso anno e febbraio 2022. Gatta raggiunge così un totale di 930 puntate, diventando la velina più longeva in assoluto nella storia di Striscia la notizia.
Nel 2021 cura le coreografie del programma comico Zelig, con Claudio Bisio e Vanessa Incontrada. Da marzo 2024 conduce sul Canale 21 Snap - Senza nulla a pretendere. Da settembre dello stesso anno a marzo del 2025, prende parte alla diciottesima edizione del Grande Fratello, in onda su Canale 5 con la conduzione di Alfonso Signorini.

## Vita privata
Tra il 2019 e il 2022 è stata fidanzata con il calciatore Leonardo Blanchard. Dal 2024 al 2025 è stata sentimentalmente legata al modello Lorenzo Spolverato, conosciuto nel corso della sua partecipazione al Grande Fratello.

## Programmi televisivi
- Amici di Maria De Filippi (Canale 5, 2014-2015) - concorrente
- Tú sí que vales (Canale 5, 2015) - ballerina
- L'anno che verrà (Rai 1, 2015-2017) - ballerina
- Ciao Darwin (Canale 5, 2016, 2024[16]) - ballerina
- Tale e quale show (Rai 1, 2016) - ballerina
- Cavalli di battaglia (Rai 1, 2017) - ballerina
- Festival di Sanremo (Rai 1, 2017) - ballerina
- David di Donatello (Sky Uno, 2017) - ballerina
- Striscia la notizia (Canale 5, 2017-2022) - velina
- Paperissima Sprint (Canale 5, 2019-2022) - conduttrice
- Zelig (Canale 5, 2021) - coreografa
- Snap - Senza nulla a pretendere (Canale 21, 2024) - conduttrice
- Grande Fratello (Canale 5, 2024-2025) - concorrente
- Gran Hermano (Telecinco, 2024) - ospite

## Teatro
- Amici in Teatro (2016) - ballerina

## Video musicali
- Viverti o perderti di Miryam (2017)

## Spot pubblicitari
- Tampax (2015)
- Happn (2016)
- TIM (2018-2019)